# 전화당

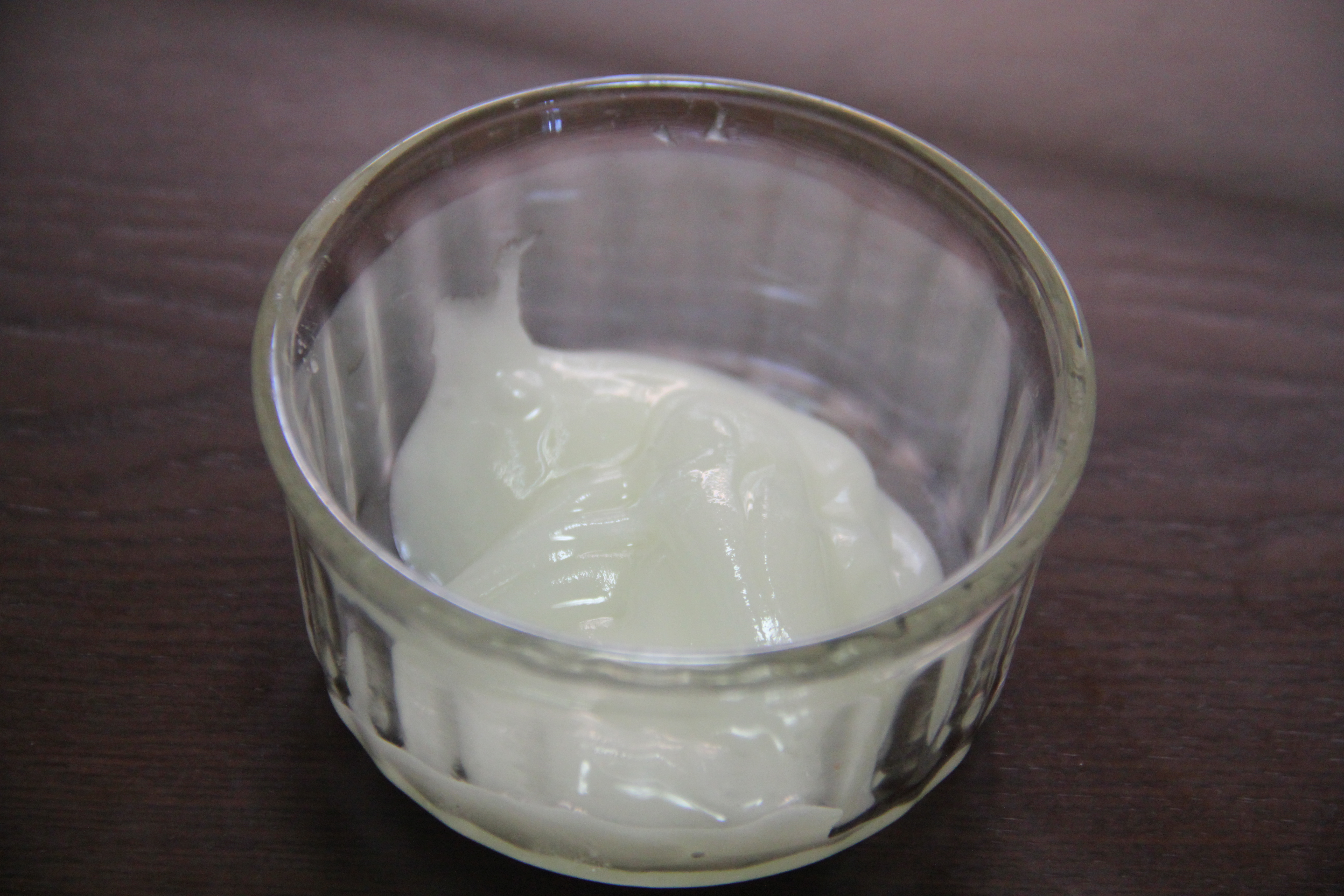
고밀도 전화당 시럽(트리몰린)

전화당(轉化糖, 영어: invert sugar)은 단당류인 포도당과 과당의 시럽 혼합물로, 이당류인 설탕을 가수분해하여 당화시켜 만든다. 전화당 시럽(영어: inverted sugar syrup), 전화 시럽(영어: invert syrup), 단순 시럽(영어: simple syrup), 당 시럽(영어: sugar syrup), 당물(영어: sugar water), 바 시럽(영어: bar syrup), 시럽 USP(영어: syrup USP), 설탕 반전(영어: sucrose inversion)이라고도 한다. 이 화합물의 광학 활성은 원래의 당의 광학 활성과 반대이기 때문에 전화당이라고 불린다.
전화당은 일반 설탕보다 단맛이 1.3배 더 강하며 전화당을 함유한 식품은 일반 설탕을 사용한 식품보다 수분을 더 잘 유지하고 쉽게 결정화되지 않는다. 이를 전화 시럽이라고 부르는 제빵사는 다른 감미료보다 이를 더 많이 이용할 수 있다.

## 같이 보기
- 설탕
- 포도당
- 과당